# Glena granillosa
Glena granillosa är en fjärilsart som beskrevs av Paul Dognin 1902. Glena granillosa ingår i släktet Glena och familjen mätare. Inga underarter finns listade i Catalogue of Life.